# Museo de Arte Moderno (México)
El Museo de Arte Moderno (MAM) es un recinto cultural dedicado principalmente a preservar, estudiar y difundir el arte mexicano producido a partir de la década de 1930. 
Su sede, ubicada en Paseo de la Reforma, dentro del Bosque de Chapultepec de la Ciudad de México, México, fue inaugurada el 20 de septiembre de 1964, y construida a iniciativa del entonces presidente Adolfo López Mateos, responsable de gran parte de la infraestructura cultural del centro del país.

## Edificio
El edificio del Museo de Arte Moderno de México se basó en un diseño de los arquitectos Pedro Ramírez Vázquez y Carlos A. Cazares Salcido (Catedrático en la Universidad de Sonora), en colaboración con Rafael Mijares Alcérreca. Una parte del proyecto original, el cual incluía auditorio, biblioteca y bodegas, nunca fue completada.
El diseño de las jardineras y los andadores corresponde a Juan Siles, durante la dirección de la artista Helen Escobedo.

## Antecedentes

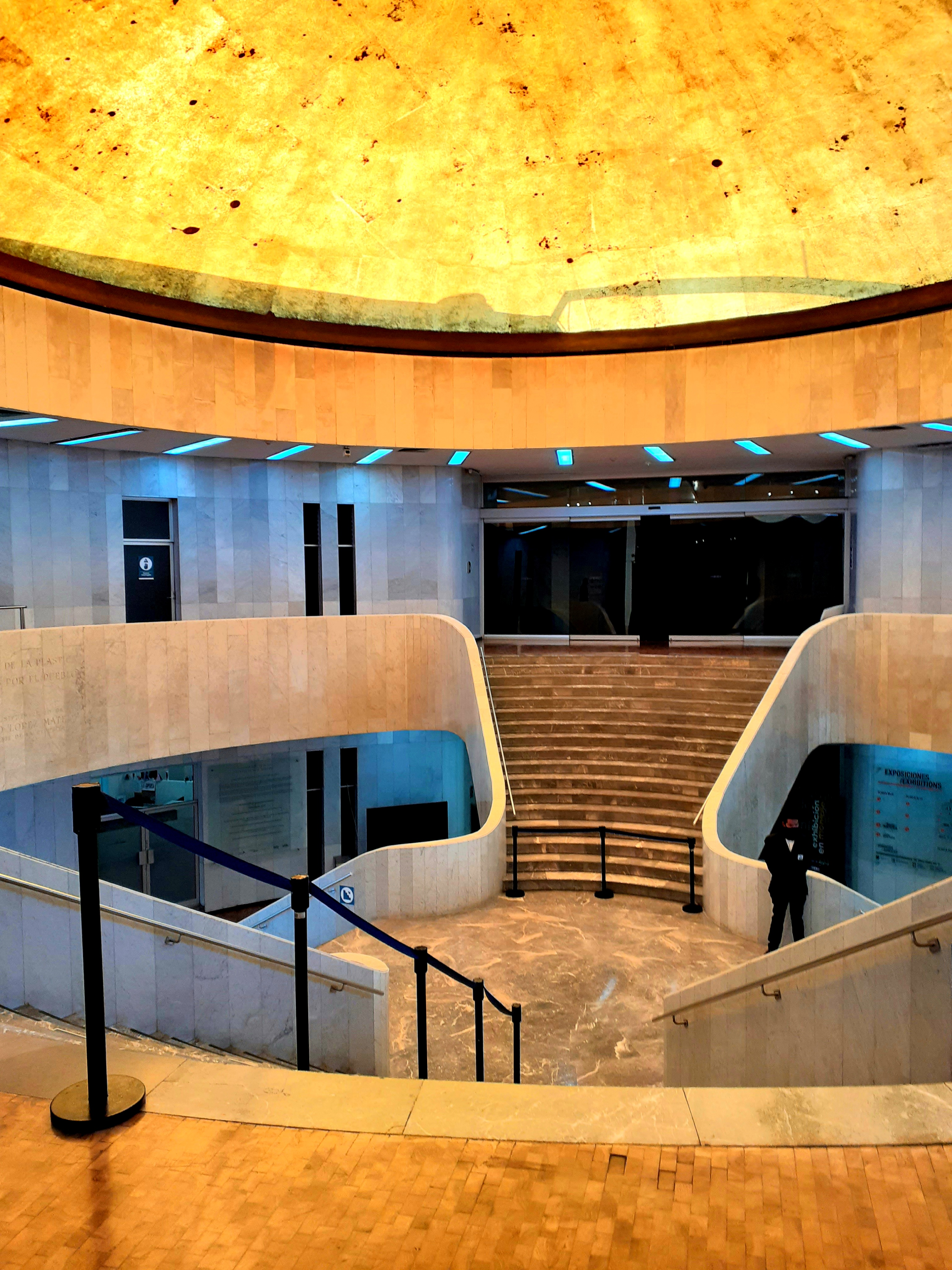
Interior de uno de los dos edificios del Museo, su diseño es en sí una pieza artística.

Un antecedente precursor del MAM es el Museo Nacional de Artes Plásticas creado en 1947 por Carlos Chávez. Dicho primer museo fue ubicado al interior del Palacio de Bellas Artes. Sin embargo, se trataba de recinto modesto y provisorio, con una concepción museológica que consideraba al arte moderno tan sólo como un capítulo dentro de un guion curatorial más amplio que recorría la historia del arte mexicano desde la época prehispánica.
Poco después, en 1953, Carmen Barreda, entonces directora del Salón de la Plástica Mexicana y quien más tarde sería la primera directora del MAM (1964 a 1972), fundó un patronato con la intención de edificar un recinto destinado ex profeso a preservar, estudiar y difundir el arte moderno; dicho proyecto tardó más de diez años en concretarse.
La creación de este recinto formó parte de un proyecto de la administración del presidente López Mateo que incluyó la inauguración ese mismo año de la ya desaparecida Pinacoteca Nacional de Virreinal de San Diego (8 de agosto), del Museo Nacional de Antropología (17 de septiembre), Museo Anahuacalli (18 de septiembre); del Museo Nacional del Virreinato, en Tepotzotlán, en el Estado de México (19 de septiembre), y del Museo de Historia Natural en el Bosque de Chapultepec (24 de octubre). También se inaugura ese año el museo de sitio de la zona arqueológica de Teotihuacán.
Esa misma década, se inauguraron o hicieron cambios en otros espacios: en 1960 se abrieron el Museo de Artes y Ciencias (MUCA) y el Museo del Caracol, en 1961 el Museo Casa de Carranza, mientras que en 1964, la galería del Palacio de Bellas Artes sufrió una reconfiguración.

## Colecciones
El museo se enfoca a mostrar el arte moderno mexicano, principalmente de la década de 1930 en adelante. Dentro de su exhibición permanente se encuentran obras de varios grandes maestros mexicanos del periodo, tales como: Frida Kahlo, Julio Castellanos, David Alfaro Siqueiros, Emir Jair, Roberto Montenegro, José Clemente Orozco, Louis Henri Jean Charlot, Juan Soriano, Juan O'Gorman, Diego Rivera, Jesús Guerrero Galván, María Izquierdo, Rufino Tamayo, Raúl Anguiano, Federico Cantú, Carlos Orozco Romero, Manuel Rodríguez Lozano, Ricardo Martínez de Hoyos, Jorge González Camarena, Guillermo Meza, Francisco Corzas, Leonora Carrington, Alfredo Zalce, Remedios Varo, Agustín Lazo, Ángel Zárraga, Gerardo Murillo, José Chávez Morado, Mathías Goeritz, Gunther Gerzso, Manuel Felguérez, Abraham Ángel, Pedro Coronel, Luis López Loza, Francisco Toledo, Francisco Zúñiga, Pedro Friedeberg, Luis Ortiz Monasterio, Feliciano Béjar, Rosa Castillo y Mardonio Magaña.  
Al igual que otros museos mexicanos de arte, el MAM cuenta con una colección muy amplia de arte moderno y contemporáneo mexicano, misma que por limitaciones de espacio físico se da a conocer por medio de exposiciones temporales. 
El vestíbulo y los jardines del museo se encuentran adornados con esculturas de grandes artistas nacionales e internacionales. Entre los nacionales cabe mencionar a Gelsen Gas, Germán Cueto, Mathias Goeritz, Estanislao Contreras y Manuel Felguérez.
La temática del museo abarca principalmente lo que se conoce como la Escuela Mexicana de Pintura y la Generación de la Ruptura. También se presentan muestras de arte contemporáneo internacional.
El museo tiene bajo su resguardo una muy importante colección de obras del gran fotógrafo mexicano Manuel Álvarez Bravo.

## Salas
El museo tiene 4 salas que tienen el nombre de diferentes personalidades del ambiente cultural mexicano del siglo XX: La sala Xavier Villaurrutia, Carlos Pellicer, Antonieta Rivas Mercado, José Juan Tablada, y además cuenta con la galería Fernando Gamboa.
La colección permanente del museo se encuentra en exhibición en la sala "C" del edificio principal, en el primer piso.

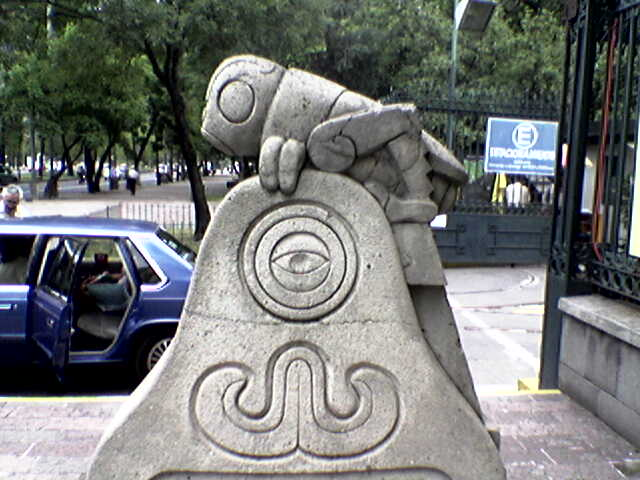
Escultura afuera del museo.
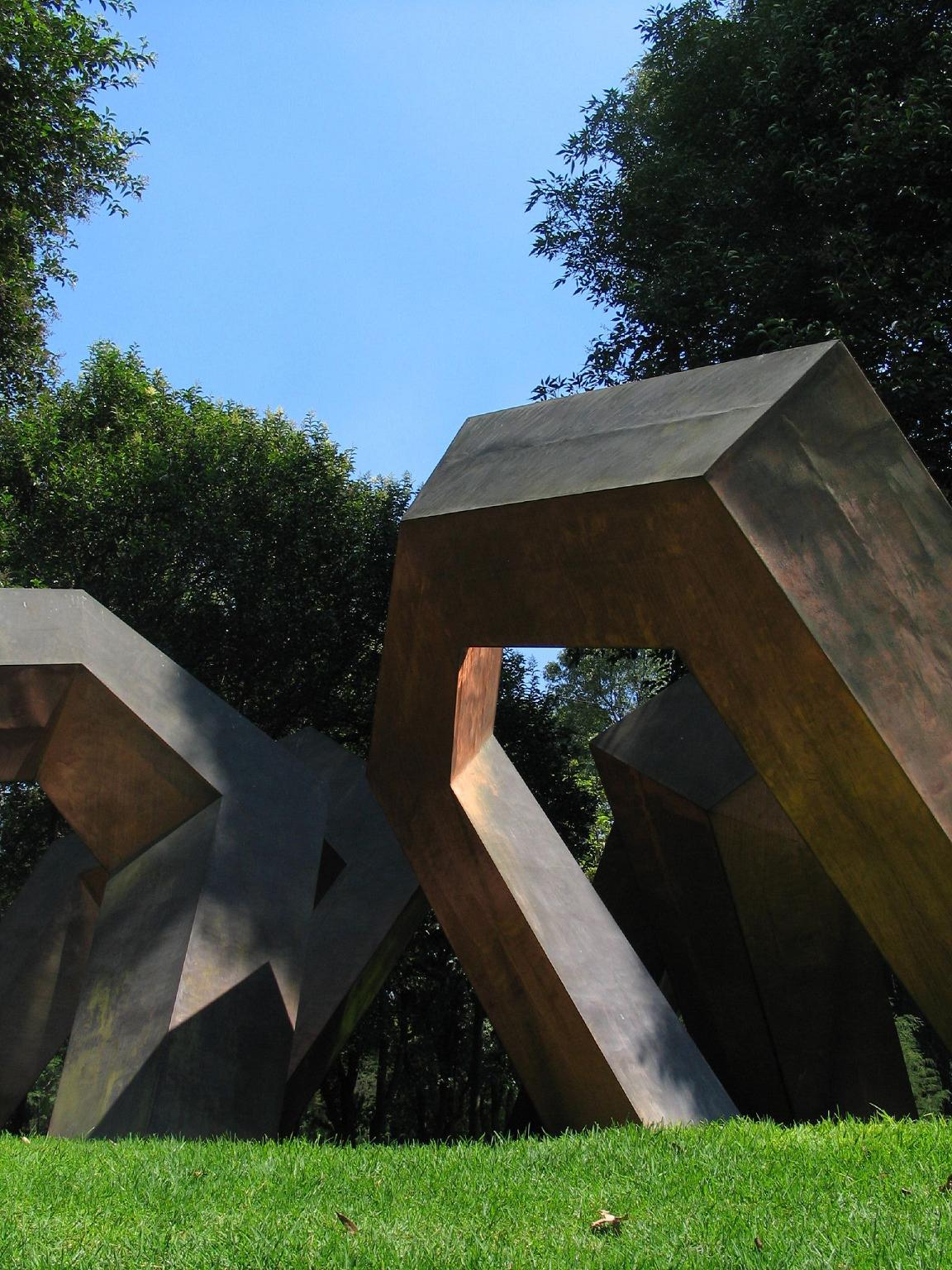
Jardines del Museo.

## Arquitectura
La arquitectura del museo reflejaba una ruptura total con la tradición: se trataba de un edificio nuevo sin ningún tipo de carga histórica, se usaron materiales industrializados y no había lugar para la integración plástica. La forma evoca un ejercicio plástico contemporáneo, una intención en que la arquitectura experimentara de la misma manera que otras disciplinas artísticas.
Se construyó un espacio con ideales universales y premisas formales ligadas al Movimiento del Estilo Internacional y las vanguardias de esa época: la transparencia, la planta libre y flexible, el espacio universal, la funcionalidad, la neutralidad y ausencia de mediación entre espacio y obra a exponer.

### Espacio
En tanto comenzaban a idearse las propuestas para el MAM-INBA, el nuevo edificio del Museo Nacional de Antropología (MNA), del Instituto Nacional de Antropología e Historia (INAH) un proyecto que comenzaba a levantarse específicamente en el Bosque de Chapultepec, sitio que había sido estudiado y con base en el cual se pretendía crear un circuito o zona de museos; de ahí que el arquitecto mexicano Pedro Ramírez Vázquez considerara pertinente ubicar el MAM-INBA dentro del mismo conjunto. Todavía sin un programa preciso que especificará tanto las obras que resguardará el museo como las actividades y funciones exactas que desempeñaría, el arquitecto proyectó, a partir de la solución de las necesidades básicas, un plan general que configura un espacio susceptible de contener obras de arte que tuviera como premisa la flexibilidad, primer elemento al que se le adicionará la necesidad de que, por un lado, funcionara como un ámbito de promoción y, por el otro, que se adaptara al entorno del bosque, determinantes que llevaron al arquitecto a presentar el proyecto como un conjunto que parecía empatar bien con los principios de fluidez y flexibilidad de la llamada arquitectura orgánica, mismos que ya habían dado forma a un espacio museístico: el Guggenheim Museum (GM), ubicado en la ciudad de Nueva York, concluido en 1959 por el arquitecto estadounidense Frank Lloyd Wright.
El interior del edificio se diseñaría a partir de la necesidad de flexibilidad, lo cual se lograría con una planta libre que articula sus muros móviles o mamparas a través de núcleos circulares que al mismo tiempo permitieran establecer un recorrido en el que, como premisa fundamental , las salas se acoplaron al acervo que el museo consolidaría con el tiempo.
El cuerpo principal del museo muestra un trazo orgánico cuya curva es paralela al Paseo de la Reforma. La envolvente juega con la sinuosidad de los árboles dispuestos irregularmente en el terreno y que se dibujan en la fachada de cristal. Una de las intenciones que dirigieron el diseño del museo fue que su volumetría tenía que ser capaz de responder a la forma y a las condiciones paisajísticas del espacio en el que se encontraba ubicado el nuevo edificio. Al exterior, la fachada reflejaría el contexto urbano a través de la transparencia de sus cristales, a la vez que permitiría la permeabilidad de los usuarios al interior, provocando que el visitante que llegará al bosque se sintiera motivado a entrar. Al interior, la exhibición de arte contemporáneo intentaría ser congruente con su momento y su contexto.

### Principios de Diseño
El modelo del que partió el arquitecto para dar forma al recinto era simple: sobre una superficie construida de 8 000 m² se extendió la citada planta libre con dos niveles delimitados por una extensa fachada de vidrio; al centro, dos escaleras que conectaban con la planta alta. El edificio se integraba al paisaje con sus formas curvas y la fachada transparente que permitía una visión general del movimiento interno del museo, cuyo conjunto se articulaba, con predominio de una concepción orgánica del espacio, a partir de los posibles recorridos que el usuario podría realizar en su interior. 
En suma, los principios constructivos presentes en el MAM-INBA fueron: la planta libre circular, la circulación como recurso de jerarquización del edificio (el recorrido tendría una correspondencia funcional con la forma del museo) y la integración del edificio con el entorno.

### Exterior
En el Museo de Arte Moderno el exterior es el jardín de las esculturas, una extensión de la calle dentro del museo y viceversa: el museo sale a la calle. Esta sala de exposición al aire libre le daba una función diferente a las piezas y, con ello, una nueva manera de contemplación. De un lado del espectro, el arte es el centro de atención; del otro, la escenografía de la actividad social. Entre estos dos espacios, el jardín se convierte en lugar de contemplación y un espacio de encuentro social. El éxito de esta dualidad fue lo que más tarde daría pie a una nueva tipología de exhibición sobre lo urbano o un nuevo arte público.